# Рудинка
Рудинка (слч. Rudinka) насељено је мјесто са административним статусом сеоске општине (слч. obec) у округу Кисуцке Нове Место, у Жилинском крају, Словачка Република.

## Становништво
| Година:    | 1994. | 2004.   | 2014.   | 2024.   |
| ---------- | ----- | ------- | ------- | ------- |
| Број људи: | 385   | 391     | 394     | 419     |
| Разлика:   |       | +1,55 % | +0,76 % | +6,34 % |

| Година:    | 2023. | 2024.   |
| ---------- | ----- | ------- |
| Број људи: | 402   | 419     |
| Разлика:   |       | +4,22 % |

Према подацима о броју становника из 2023. године насеље је имало 402 становника.